# Franco Leoni

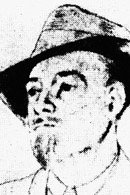
Franco Leoni

Franco Leoni (Milaan, 24 oktober 1864 - Dover, 11 november 1938) was een Italiaans componist.
Hij studeerde aan het Conservatorio "Giuseppe Verdi" (Milaan) van Milaan bij onder anderen Amilcare Ponchielli en Cesare Dominiceti, en hoort thuis in de rij van operacomponisten van het Italiaanse verisme, die onder meer de componisten Franco Alfano, Arrigo Boito, Alfredo Catalani, Francesco Cilea, Umberto Giordano, Pietro Mascagni en Riccardo Zandonai omvat.
Onder de genoemde componisten is hij de minst bekende, waarschijnlijk doordat hij na het succes van zijn eerste opera, Raggio di Luna, in 1890, naar Engeland emigreerde en daar zeer on-Italiaanse operawerken componeerde zoals Sardanapalus (1896), Rip van Winkle (1897), naar het werk van Washington Irving, en Ib and Little Christina (1901), naar het sprookje van Hans Christian Andersen. Hij werkte ook onder de pseudoniemen P. Gournard, Frances Lewis en C. Chewski.
Zijn bekendste werk is de opera L'Oracolo, die in 1905 in Covent Garden in première ging. In 1973 maakte Decca er een opname van onder Richard Bonynge met het National Philharmonic Orchestra en Richard Van Allan, Tito Gobbi, Clifford Grant, Joan Sutherland, Ian Caley, Ryland Davies en Huguette Tourangeau (nieuwe releases in 1977, 1979 en 2005).
- Biblioteca Nacional de España: XX1733574
- Bibliothèque nationale de France: cb139952582 (data)
- Gemeinsame Normdatei: 121071146
- International Standard Name Identifier: 0000 0000 8365 5301
- Library of Congress Control Number: no89004077
- MusicBrainz: c17b0373-b1f0-442d-8c6f-953f012f7621
- Nationale Bibliotheek van Israël: 987007404949105171
- Nederlandse Thesaurus van Auteursnamen: 096896957
- Istituto Centrale per il Catalogo Unico: LO1V177987
- SNAC: w6cr6pf6
- Trove: 597813
- Virtual International Authority File: 24797418
- WorldCat: E39PBJxRFrmqyTHfwX9QckrQbd